# ماري دوناغي
ماري دوناغي (بالإنجليزية: Mary Donaghy) هي واثبة عالي نيوزيلندية، ولدت في 7 ديسمبر 1939 في ثمز ‏ في نيوزيلندا.

## وصلات خارجية
- ماري دوناغي على موقع أوليمبيديا (الإنجليزية)